# سكوت درابر
سكوت درابر (بالإنجليزية: Scott Draper)‏ مواليد 5 يونيو 1974 في بريزبان، هو لاعب كرة مضرب أسترالي سابق بدأ مسيرته كمحترف سنة 1993 وكان يلعب باليد اليسرى، اعتزل اللعب في 2005. كما أنه أحد أبطال الجراند سلام. أعلى تصنيف له في الفردي كان المركز الـ 42 في سنة 1999.

## بطولات حققها
- بطولة أستراليا المفتوحة للتنس

## روابط خارجية
- سكوت درابر على موقع رابطة لاعبي الغولف المحترفين (الإنجليزية)
- سكوت درابر على موقع رابطة أوروبا للاعبي الغولف المحترفين (الإنجليزية)
- سكوت درابر على موقع التصنيف العالمي الرسمي للغولف (الإنجليزية)
- سكوت درابر على موقع رابطة محترفي التنس (الإنجليزية)
- سكوت درابر على موقع الاتحاد الدولي لكرة المضرب (الإنجليزية)
- سكوت درابر على موقع كأس ديفيز (الإنجليزية)
- سكوت درابر على موقع اتحاد التنس الأسترالي (الإنجليزية)
- سكوت درابر على موقع خلاصة التنس.كوم (الإنجليزية)